# Silver Springs (Nevada)
Silver Springs és una concentració de població designada pel cens dels Estats Units a l'estat de Nevada. Segons el cens del 2000 tenia 4.708 habitants.

## Demografia
Segons el cens del 2000, Silver Springs tenia 4.708 habitants, 1.766 habitatges, i 1.228 famílies La densitat de població era de 25,1 habitants per km².
Dels 1.766 habitatges en un 28,7% hi vivien nens de menys de 18 anys, en un 55,3% hi vivien parelles casades, en un 8,9% dones solteres, i en un 30,5% no eren unitats familiars. En el 22,7% dels habitatges hi vivien persones soles el 9,5% de les quals corresponia a persones de 65 anys o més que vivien soles. El nombre mitjà de persones vivint en cada habitatge era de 2,59 i el nombre mitjà de persones que vivien en cada família era de 3,02.
Per edats la població es repartia de la següent manera: un 25,0% tenia menys de 18 anys, un 5,7% entre 18 i 24, un 27,8% entre 25 i 44, un 27,4% de 45 a 64 i un 14,1% 65 anys o més.
L'edat mediana era de 40,3 anys. Per cada 100 dones hi havia 96,66 homes. Per cada 100 dones de 18 o més anys hi havia 95,51 homes.
La renda mediana per habitatge era de 34.427 $ i la renda mediana per família de 42.125 $. Els homes tenien una renda mediana de 34.712 $ mentre que les dones 23.750 $. La renda per capita de la població era de 16.576 $. Aproximadament el 10,8% de les famílies i el 14,9% de la població estaven per davall del llindar de pobresa.

## Poblacions més properes
El següent diagrama mostra les poblacions més properes.